# Ryan Reid
Ryan Rupert Reid (Lauderdale Lakes, Florida, 30 de octubre de 1986 - 9 de julio de 2025) fue un jugador de baloncesto estadounidense nacionalizado jamaicano. Con 2,05 metros de estatura, jugaba en la posición de pívot.

## Trayectoria deportiva

### Universidad
Jugó durante cuatro temporadas con los Seminoles de la Universidad Estatal de Florida, en las que promedió 5,0 puntos y 3,9 rebotes por partido. A pesar de sus bajas estadísticas, los equipos de la NBA, en especial los Oklahoma City Thunder se fijaron en él por sus grandes cualidades defensivas.

### Profesional
Fue elegido en la quincuagésimo séptima posición del 2010 por Indiana Pacers, pero sus derechos fueron automáticamente traspasados a los Thunder a cambio de los de Magnum Rolle, la elección 51. Participó en las Ligas de Verano de la NBA con los Thunder, promediando 8,3 puntos y 3,8 rebotes en 16 minutos de juego, pero no sirvieron para converncer al cuerpo técnico, siendo cedido a su afiliado en la NBA D-League, los Tulsa 66ers, donde en su primera temporada en el equipo promedió 8,5 puntos y 5,8 rebotes por partido.